# Натан Дельфунесо
Натан Абайомі Дельфунесо (англ. Nathan Abayomi Delfouneso; 2 лютого 1991, Бірмінгем) — англійський футболіст, що грав на позиції нападника.
Виступав, зокрема, за клуби «Астон Вілла» та «Блекпул», а також молодіжну збірну Англії.

## Клубна кар'єра
Народився 2 лютого 1991 року в місті Бірмінгем. Вихованець футбольної школи клубу «Астон Вілла». Дорослу футбольну кар'єру розпочав 2008 року в основній команді того ж клубу, в якій взяв участь у 31 матчі Прем'єр-ліги. Втім, основним гравцем нападник так і не став, забивши лише 2 голи, тому більшість часу провів у орендах в нижчолігових клубах «Бернлі», «Лестер Сіті», «Блекпул» та «Ковентрі Сіті», а у липні 2014 року підписав повноцінний контракт із «Блекпулом», де і провів сезон 2014/15 у Чемпіоншипі.

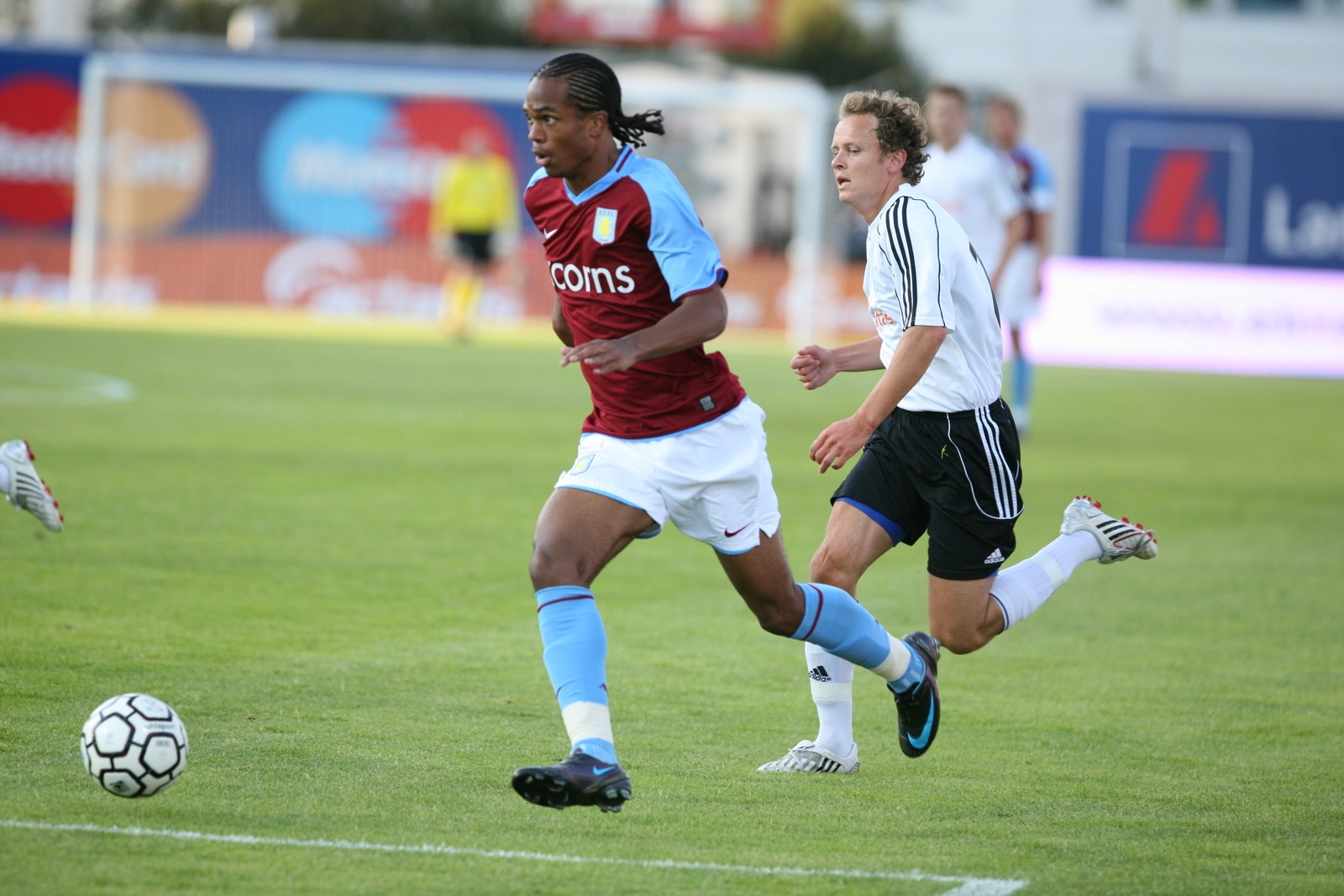
Натан Дельфунесо під час виступів за «Астон Віллу». 2008 рік.

6 серпня 2015 року Дельфунесо підписав однорічну угоду з іншим клубом другого дивізіону «Блекберн Роверз», але і тут основним нападником не став, тому здавався в оренду до клубу Першої ліги «Бері», а 18 серпня 2016 року підписав контракт із іншою командою цього дивізіону «Свіндон Таун» до кінця сезону 2016/17.
21 січня 2017 року Дельфунесо знову приєднався до «Блекпула», підписавши угоду до кінця кампанії 2016/17 років і того ж року допоміг команді вийти до Першої ліги. Надалі залишався у команді ще три сезони, провівши за команду понад 100 ігор чемпіонату.
6 серпня 2020 року Натан приєднався до клубу «Болтон Вондерерз», підписавши дворічну угоду. У першому ж сезоні він допоміг і цій команді вийти до Першої ліги, але там наступного сезону втратив місце в основі і 31 січня 2022 року приєднався до команди Другої ліги «Бредфорд Сіті» на правах оренди на решту сезону 2021/22. 3 травня «Болтон» підтвердив, що його гравець покине команду після закінчення контракту.
20 вересня 2022 року Делфунесо підписав короткостроковий контракт з клубом Першої ліги «Аккрінгтон Стенлі» і 20 січня 2023 року покинув клуб. Після цього 18 березня 2023 року нападник підписав короткостроковий контракт з клубом «Файлд».
16 лютого 2024 року він приєднався до клубу «Геднесфорд Таун» разом із чотирма іншими гравцями після короткого періоду виступів за інший аматорський клуб «Чорлі».

## Виступи за збірні
2006 року дебютував у складі юнацької збірної Англії (U-16), загалом на юнацькому рівні взяв участь у 37 іграх, відзначившись 15 забитими голами. З командою до 19 років став найкращим бомбардиром (4 голи) і фіналістом юнацького чемпіонату Європи 2009 року в Україні і півфіналістом юнацького чемпіонату Європи 2010 року у Франції.
Протягом 2010–2012 років залучався до складу молодіжної збірної Англії, з якою був учасником молодіжних чемпіонатів Європи 2011 та 2013 років. На молодіжному рівні зіграв у 18 офіційних матчах, забив 4 голи.

## Статистика виступів

### Статистика клубних виступів
| Сезон                        | Команда                      | Чемпіонат                    | Чемпіонат | Чемпіонат | Національний кубок | Національний кубок | Національний кубок | Континентальні кубки | Континентальні кубки | Континентальні кубки | Інші змагання | Інші змагання | Інші змагання | Усього | Усього |
| Сезон                        | Команда                      | Ліга                         | Ігор      | Голів     | Ліга               | Ігор               | Голів              | Ліга                 | Ігор                 | Голів                | Ліга          | Ігор          | Голів         | Ігор   | Голів  |
| ---------------------------- | ---------------------------- | ---------------------------- | --------- | --------- | ------------------ | ------------------ | ------------------ | -------------------- | -------------------- | -------------------- | ------------- | ------------- | ------------- | ------ | ------ |
| 2008–09                      | «Астон Вілла»                | ПЛ                           | 4         | 0         | КА+КЛ              | 3+0                | 1                  | Інт+КУЄФА            | 0+6                  | 2                    | -             | -             | -             | 13     | 3      |
| 2009–10                      | «Астон Вілла»                | ПЛ                           | 9         | 1         | КА+КЛ              | 3+1                | 2+0                | ЛЄ                   | 0                    | 0                    | -             | -             | -             | 13     | 3      |
| 2010-січ. 2011               | «Астон Вілла»                | ПЛ                           | 11        | 1         | КА+КЛ              | 2+2                | 1+0                | ЛЄ                   | 2                    | 0                    | -             | -             | -             | 17     | 2      |
| січ.-черв. 2011              | «Бернлі»                     | ЧФЛ                          | 11        | 1         | КА+КЛ              | -                  | -                  | -                    | -                    | -                    | -             | -             | -             | 11     | 1      |
| 2011-січ. 2012               | «Астон Вілла»                | ПЛ                           | 6         | 0         | КА+КЛ              | 0+2                | 1                  | -                    | -                    | -                    | -             | -             | -             | 8      | 1      |
| січ.-черв. 2012              | «Лестер Сіті»                | ЧФЛ                          | 4         | 0         | КА+КЛ              | 1+0                | 0                  | -                    | -                    | -                    | -             | -             | -             | 5      | 0      |
| серп. 2012                   | «Астон Вілла»                | ПЛ                           | 1         | 0         | КА+КЛ              | 0                  | 0                  | -                    | -                    | -                    | -             | -             | -             | 1      | 0      |
| Усього за «Астон Віллу»      | Усього за «Астон Віллу»      | Усього за «Астон Віллу»      | 31        | 2         |                    | 13                 | 5                  |                      | 8                    | 2                    |               | -             | -             | 52     | 9      |
| серп. 2012–13                | «Блекпул»                    | ЧФЛ                          | 40        | 6         | КА+КЛ              | 2+0                | 1                  | -                    | -                    | -                    | -             | -             | -             | 42     | 7      |
| 2013-січ. 2014               | «Блекпул»                    | ЧФЛ                          | 11        | 0         | КА+КЛ              | 0                  | 0                  | -                    | -                    | -                    | -             | -             | -             | 11     | 0      |
| січ.-черв. 2014              | «Ковентрі Сіті»              | 1Л                           | 14        | 3         | КА+КЛ              | -                  | -                  | -                    | -                    | -                    | ТФЛ           | -             | -             | 14     | 3      |
| 2014–15                      | «Блекпул»                    | ЧФЛ                          | 38        | 3         | КА+КЛ              | 1+1                | 0                  | -                    | -                    | -                    | -             | -             | -             | 40     | 3      |
| 2015-січ. 2016               | «Блекберн Роверз»            | ЧФЛ                          | 15        | 1         | КА+КЛ              | 0+1                | 1                  | -                    | -                    | -                    | -             | -             | -             | 16     | 2      |
| січ.-черв. 2016              | «Бері»                       | 1Л                           | 4         | 0         | КА+КЛ              | -                  | -                  | -                    | -                    | -                    | ТФЛ           | -             | -             | 4      | 0      |
| 2016-січ. 2017               | «Свіндон Таун»               | 1Л                           | 18        | 1         | КА+КЛ              | 2+0                | 1                  | -                    | -                    | -                    | ТФЛ           | 4             | 1             | 24     | 3      |
| січ.-черв. 2017              | «Блекпул»                    | 2Л                           | 18+2      | 4+1       | КА+КЛ              | -                  | -                  | -                    | -                    | -                    | ТФЛ           | -             | -             | 20     | 5      |
| 2017–18                      | «Блекпул»                    | 1Л                           | 40        | 9         | КА+КЛ              | 1+1                | 0                  | -                    | -                    | -                    | ТФЛ           | 4             | 0             | 46     | 9      |
| 2018–19                      | «Блекпул»                    | 1Л                           | 39        | 7         | КА+КЛ              | 3+3                | 0                  | -                    | -                    | -                    | ТФЛ           | 0             | 0             | 45     | 7      |
| 2019–20                      | «Блекпул»                    | 1Л                           | 28        | 3         | КА+КЛ              | 4+1                | 4+0                | -                    | -                    | -                    | ТФЛ           | 2             | 0             | 35     | 7      |
| Усього за «Блекпул»          | Усього за «Блекпул»          | Усього за «Блекпул»          | 214+2     | 32+1      |                    | 17                 | 5                  |                      | -                    | -                    |               | 6             | 0             | 239    | 38     |
| 2020–21                      | «Болтон Вондерерз»           | 2Л                           | 44        | 6         | КА+КЛ              | 1+1                | 2+0                | -                    | -                    | -                    | ТФЛ           | 1             | 0             | 47     | 8      |
| 2021-січ. 2022               | «Болтон Вондерерз»           | 1Л                           | 11        | 0         | КА+КЛ              | 2+2                | 0                  | -                    | -                    | -                    | ТФЛ           | 5             | 2             | 20     | 2      |
| Усього за «Болтон Вондерерз» | Усього за «Болтон Вондерерз» | Усього за «Болтон Вондерерз» | 55        | 6         |                    | 6                  | 2                  |                      | -                    | -                    |               | 6             | 2             | 67     | 10     |
| січ.-черв. 2022              | «Бредфорд Сіті»              | 2Л                           | 6         | 0         | -                  | -                  | -                  | -                    | -                    | -                    | -             | -             | -             | 6      | 0      |
| 2022-січ. 2023               | «Аккрінгтон Стенлі»          | 1Л                           | 4         | 0         | КА+КЛ              | 1+0                | 0                  | -                    | -                    | -                    | ТФЛ           | 2             | 0             | 7      | 0      |
| бер.-черв. 2023              | «Файлд»                      | НЛП                          | 7         | 1         | -                  | -                  | -                  | -                    | -                    | -                    | -             | -             | -             | 7      | 1      |
| Усього за кар'єру            | Усього за кар'єру            | Усього за кар'єру            | 385       | 48        |                    | 41                 | 14                 |                      | 8                    | 2                    |               | 18            | 3             | 452    | 67     |

## Титули і досягнення
- Найкращий бомбардир юнацького чемпіонату Європи (U-19): 2009 (4 голи)